# Klausdorf (Meklemburgia-Pomorze Przednie)
Klausdorf – gmina w Niemczech, wchodząca w skład urzędu Altenpleen w powiecie Vorpommern-Rügen, w kraju związkowym Meklemburgia-Pomorze Przednie.